# Boxer (veicolo corazzato)

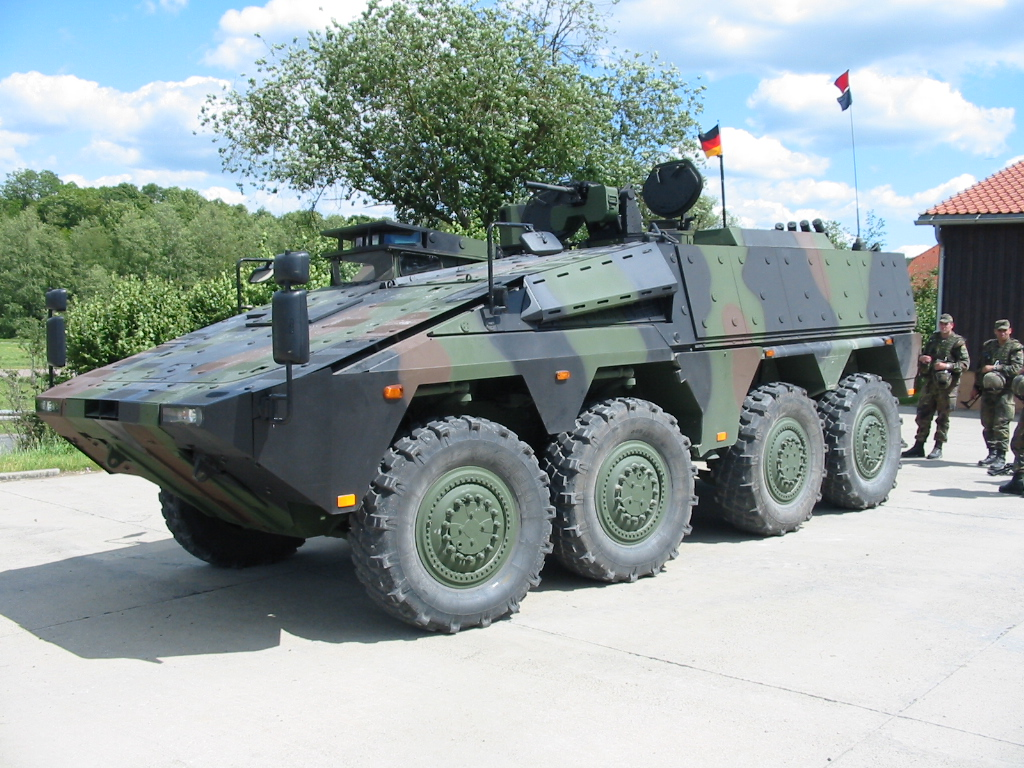
Un prototipo del "GTK Boxer" nel 2004.

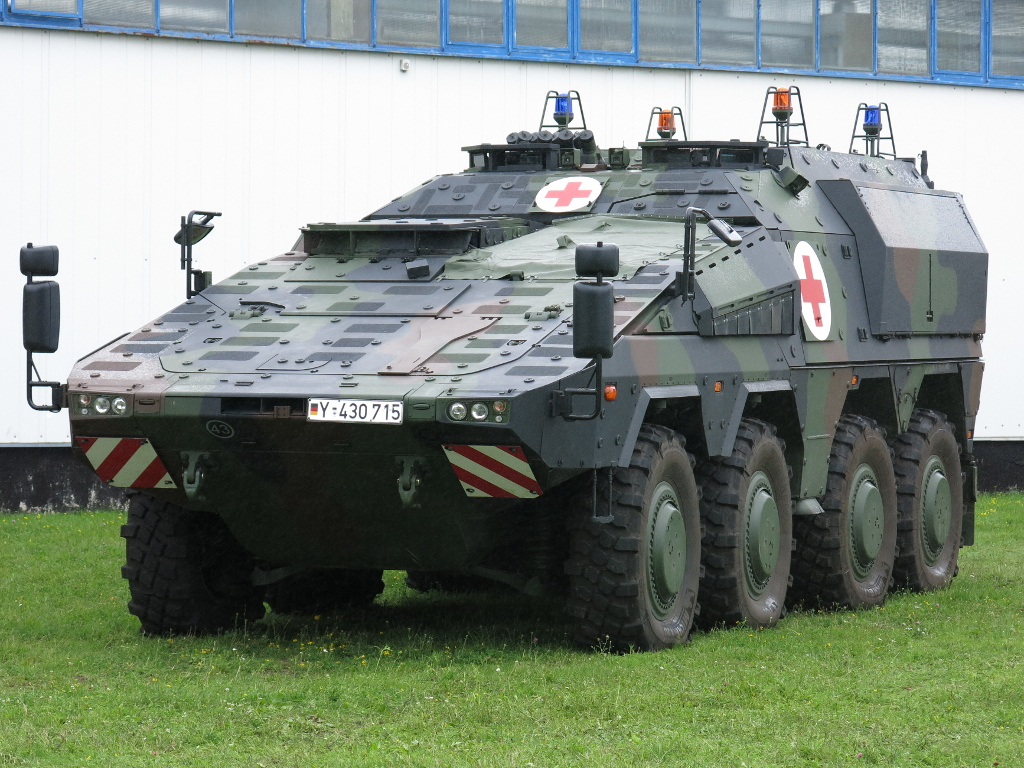
Un "Boxer Ambulanz" tedesco nel 2016.

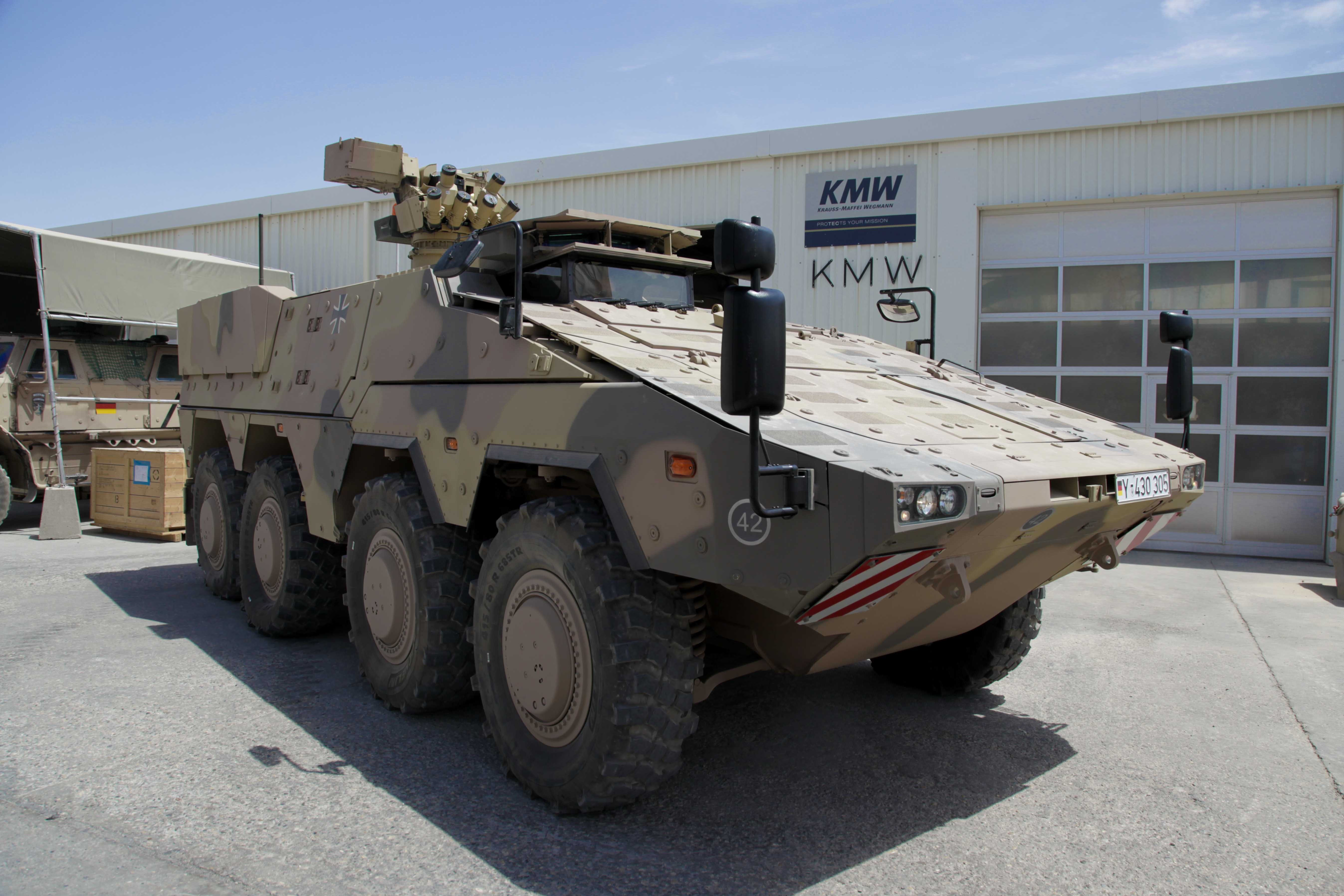
Un "Boxer GTFz" tedesco nel 2017.

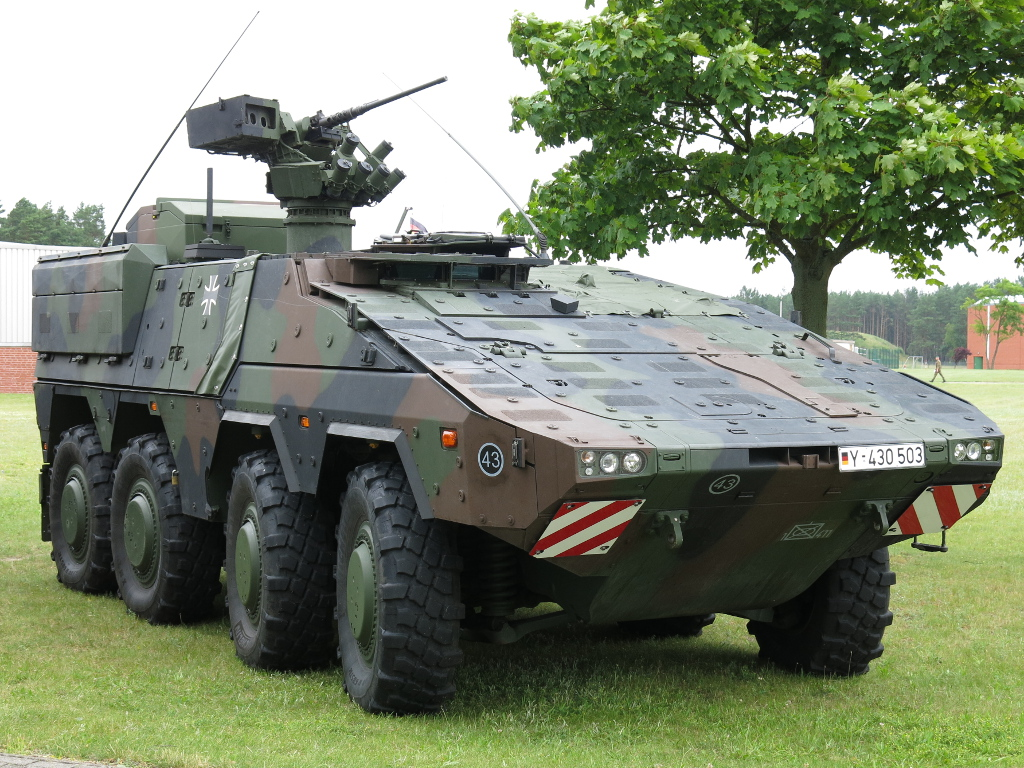
Un "Boxer FüFz" tedesco nel 2017.

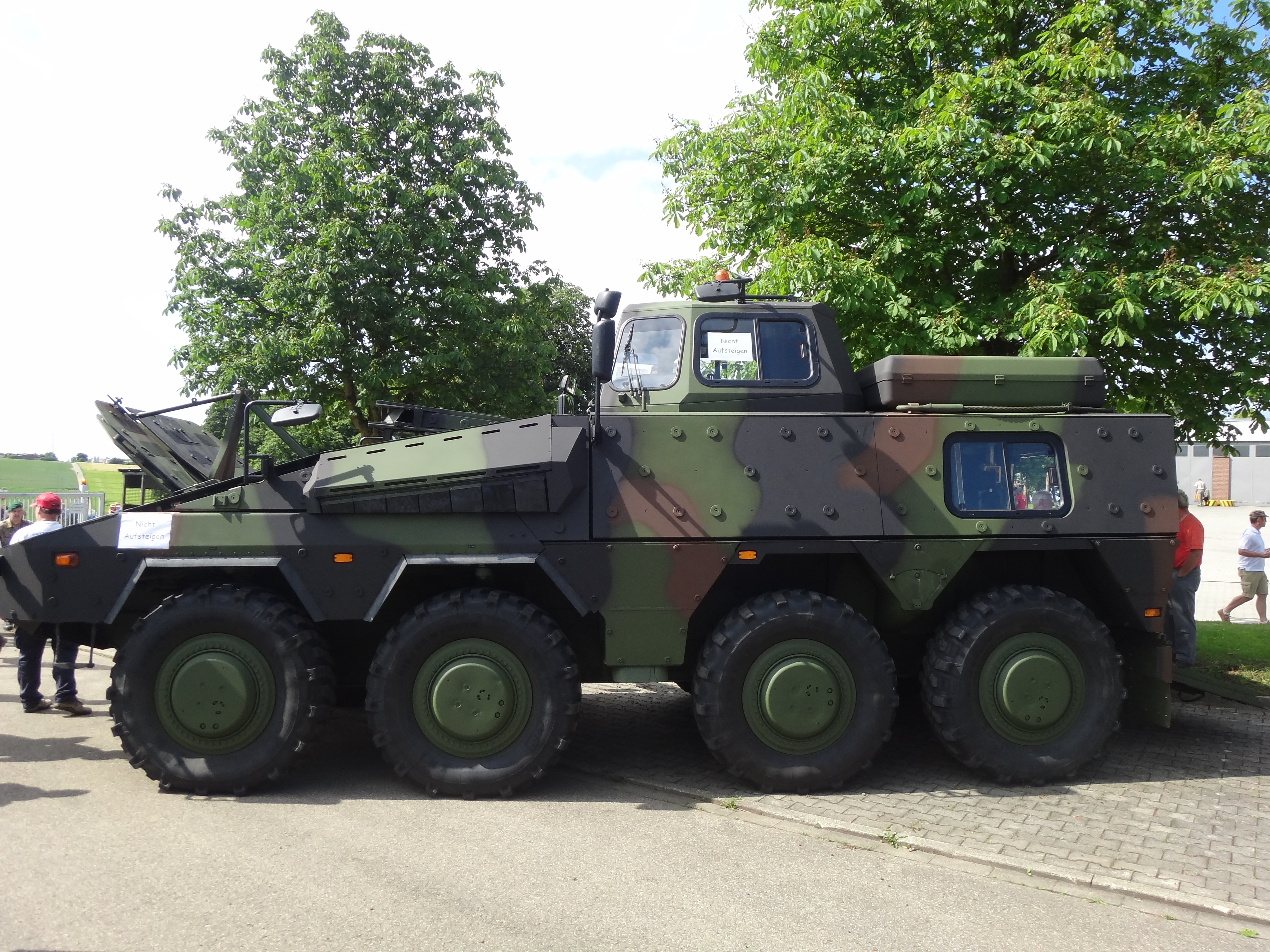
Un "Boxer Fahrschule" tedesco nel 2012.

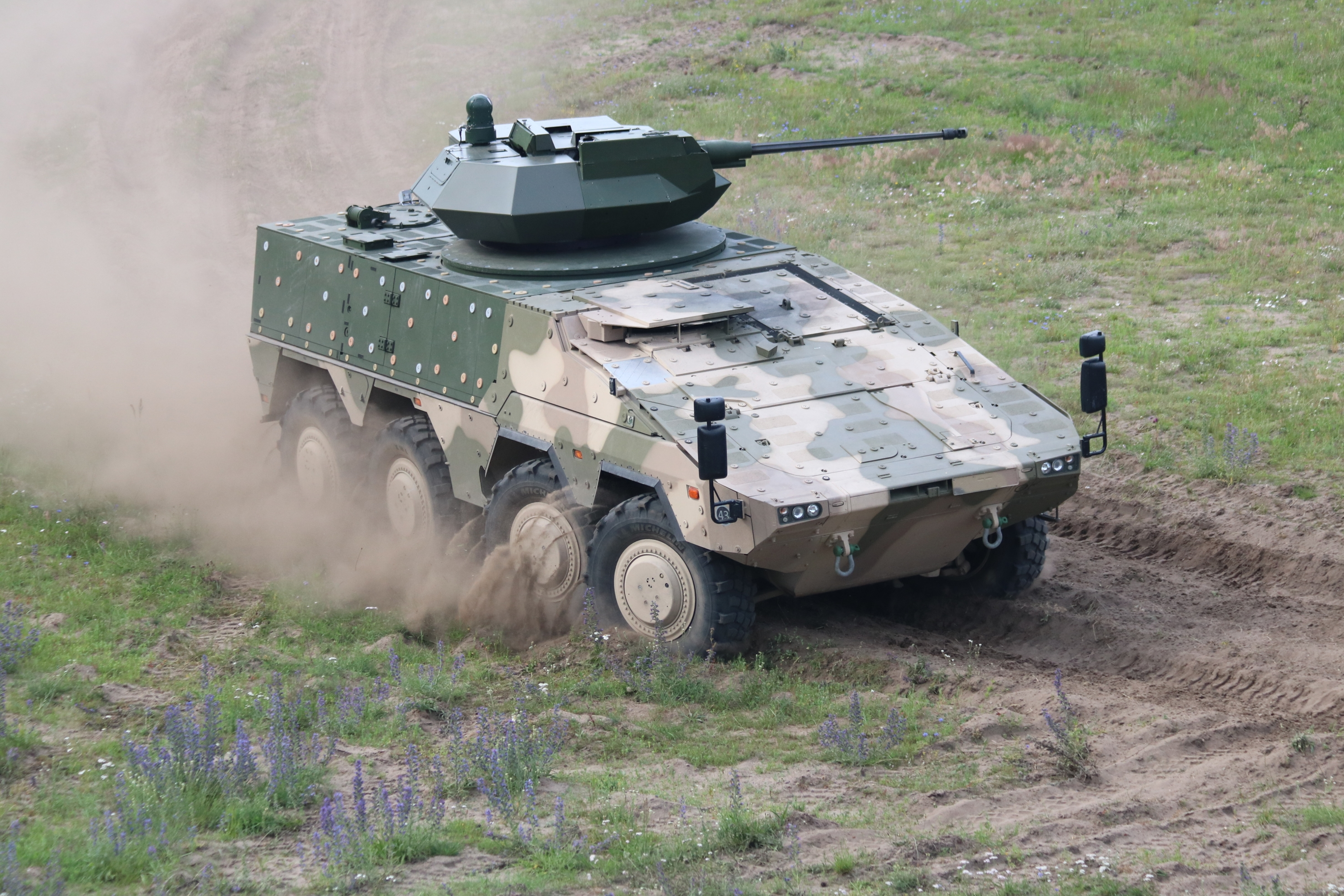
Un prototipo del "Boxer IFV Vilkas" nel 2016.

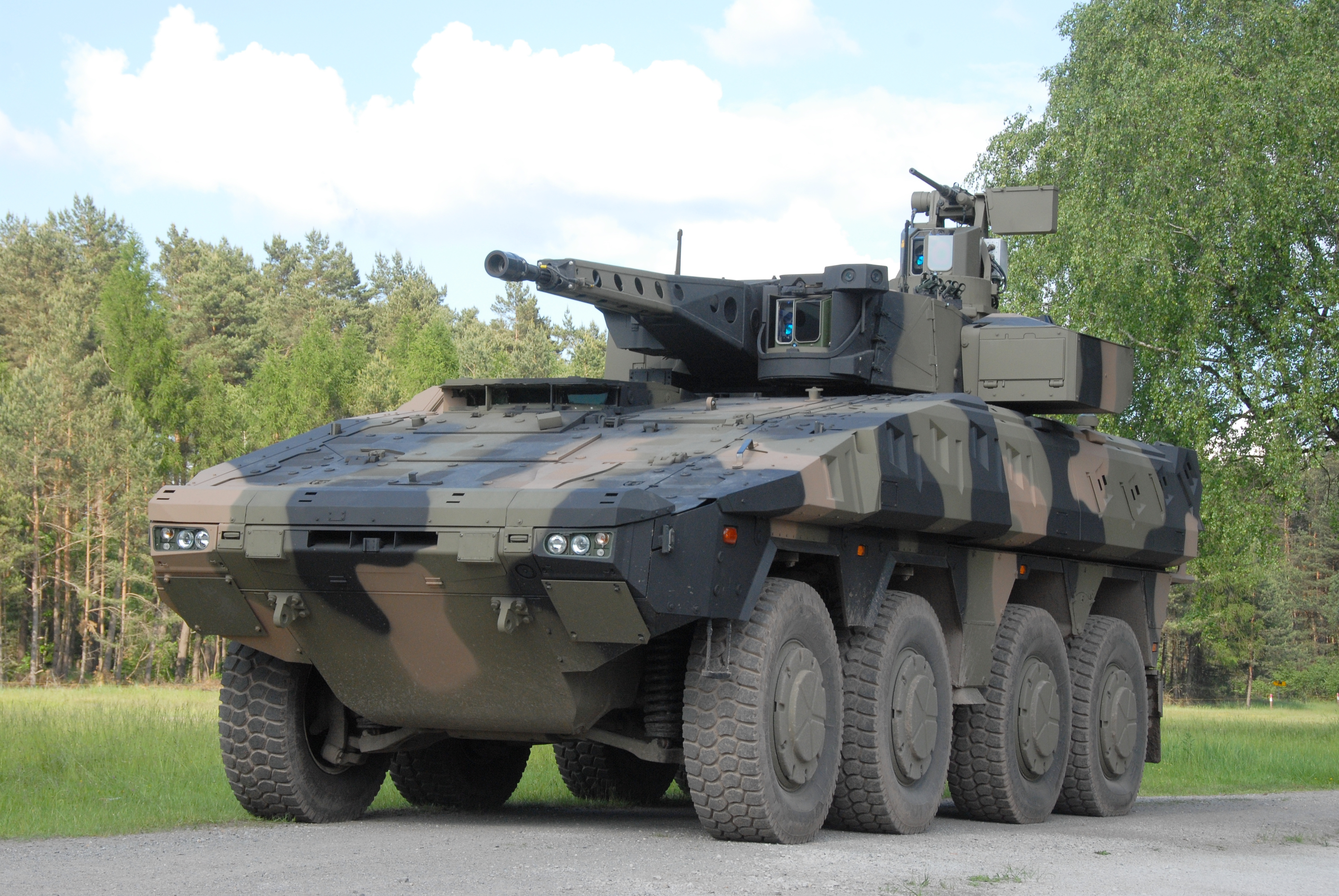
Un prototipo del "Boxer CRV Land 400" nel 2016.

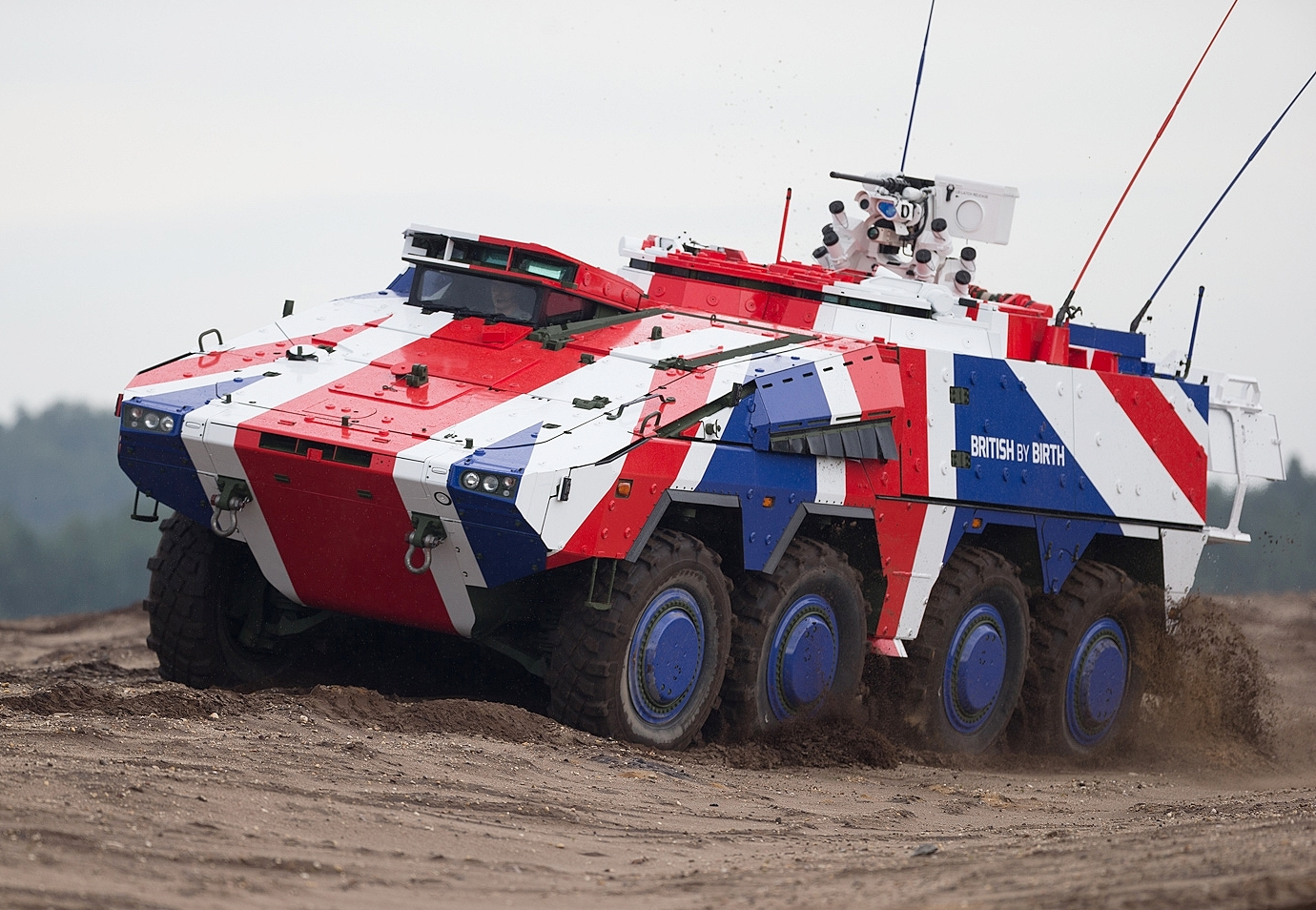
Un prototipo (con i colori del Regno Unito) del "Boxer MIV" nel 2017.

Il Boxer è un mezzo corazzato multiruolo tedesco-olandese progettato per eseguire una serie di operazioni e missioni diverse attraverso l'uso di "moduli" di missione installabili. È prodotto dal gruppo industriale "ARTEC GmbH (Armoured Vehicle Technology) e il programma è gestito dall'OCCAR. ARTEC GmbH è situata a Monaco di Baviera, essa è una joint-venture di Krauss-Maffei Wegmann GmbH (KMW) e Rheinmetall MAN Military Vehicles GmbH (RMMV) da parte tedesca, e di Rheinmetall MAN Military Vehicles Nederland B.V. per i Paesi Bassi. Complessivamente, Rheinmetall MAN Military Vehicles detiene una partecipazione del 64% nella joint venture.
Altri nomi in uso o precedentemente utilizzati sono GTK (dal tedesco: Gepanzertes Transport-Kraftfahrzeug, veicolo corazzato da trasporto), Boxer e MRAV (dall'inglese: Multi-Role Armoured Vehicle, veicolo corazzato multiruolo).

## Storia

### Sviluppo
Negli anni 1990, i governi di Germania, Francia e Regno Unito sono alla ricerca di un nuovo veicolo corazzato da combattimento.
Nel 1996 è avviata una competizione tra due consorzi: ARGE GTK/MRAV/VBCI (KMW, RMMV, GIAT e GKN) e TEAM International GTK/MRAV/VBCI (Henschel, Vickers Defence Systems e Panhard).
Nel 1997 i Paesi Bassi si uniscono al programma "GTK/MRAV/VBCI" come membri osservatori.
Nel 1998 il consorzio ARGE è designato vincitore della competizione.
Nel 1999 la Francia lascia il programma (per produrre autonomamente il Véhicule blindé de combat d'infanterie), Germania e Regno Unito iniziano lo sviluppo del GTK/MRAV, è creata la joint venture ARTEC GmbH ed è siglato il contratto bilaterale.
Nel 2000, l'OCCAR diventa l'acquirente del Boxer.
Nel 2001 i Paesi Bassi diventano membri effettivi del programma.
Nel 2003 il Regno Unito abbandona il programma Boxer (secondo il MoD, il Boxer non rispettava i criteri richiesti dal loro programma FRES-UV).
Il programma "GTK/MRAV/VBCI" aveva come obiettivo la sostituzione di diversi APC e IFV dei paesi membri del programma. I veicoli da sostituire erano: gli M113 e i TPz Fuchs della Heer; i Saxon, gli FV432 e alcuni "CVR(T)" (FV101, FV103, ecc.) della British Army; gli AMX-10P dell'Armée de terre; gli M577 e gli YPR-765 della Koninklijke Landmacht.

### Produzione
Nel dicembre 2006, l'OCCAR sigla un contratto con ARTEC GmbH per l'acquisto di una produzione di serie di 272 veicoli per la Germania e di 200 veicoli per i Paesi Bassi. I veicoli saranno consegnati alla Germania in quattro differenti versioni (Ambulance, Armoured Personal Carrier, Command Post e Driver Training Vehicle) e ai Paesi Bassi in 5 versioni (Ambulance, Armoured Engineer Vehicle, Cargo Vehicle, Command Post e Driver Training Vehicle).
Nel dicembre 2015 è siglato un secondo contratto per la fornitura alla Germania di 131 veicoli (tutti in versione APC/GTFz).
Nell'agosto 2016, la Lituania integra il programma Boxer per procurarsi 91 veicoli in versione Infantry Fighting Vehicle (4 varianti) e Driver Training.

### Impiego operativo
Germania – Heer
2011-2014 – Guerra in Afghanistan (ISAF)

## Tecnica
Il Boxer è un veicolo 8×8, composto da due elementi chiave: il «modulo di guida» standard e il «modulo di missione» rimovibile.

### Armamento
Le versioni tedesche sono equipaggiate con una torretta RWS "FLW 200", sulla quale può essere installata o una mitragliatrice "MG 3" da 7,62 mm, o una mitragliatrice pesante "M3M" da 12,7 mm o un lanciagranate automatico "GMW" da 40 mm.

Le versioni olandesi sono equipaggiate con una torretta RWS Kongsberg "Protector M151", sulla quale può essere installata una mitragliatrice pesante "M2" da 12,7 mm.

Le versioni IFV lituane equipaggiate con una torretta RWS RAFAEL "Samson", sulla quale può essere installato il cannone automatico "Mk44 Bushmaster II" da 30 mm e il missile anticarro Spike-LR.

## Versioni
Il Boxer è disponibile in diverse varianti

### Versioni di produzione
- Ambulance / Ambulanz SanKfz (2 varianti)

Versione ambulanza; disponibile in due varianti, una per il trasporto di feriti e una per il trasporto e il trattamento dei feriti.
- Armoured Engineer Vehicle / Pionierfahrzeug

Versione sviluppata per l'impiego da parte delle squadre genieri per compiti speciali a loro assegnati.
- Armoured Personal Carrier / GTFz

Versione da trasporto truppe.
- Battle Damage Repair Vehicle / KRFz

Versione impiegata come officina mobile, per eseguire diagnosi, manutenzioni e piccole riparazioni.
- Cargo Vehicle / Transportfahrzeug

Versione per il trasporto di equipaggiamenti vari nel pianale posteriore riadattato allo scopo.
- Cargo/C2 Vehicle / Transport- und Führungsfahrzeug

Versione multiuso, derivata dalla Cargo; riconfigurabile per funzione di comando C2, trasporto merci e trasporto feriti.
- Command Post (2 varianti) / FüFz

La versione CP è stata progettata come veicolo comando. Per tale scopo, è equipaggiato con attrezzature per la gestione delle comunicazioni e per il coordinamento delle varie unità in azione nei teatri operativi dove impiegato con l'ausilio del Battlefield Management System (BMS) e del Theater Independent Army and Air Force Network (Titaan). Vista la sua importanza sul campo di battaglia, è fornito di varie protezioni contro mine e proiettili di artiglieria di vario calibro. Al suo interno trovano alloggiamento il capo carro, un artigliere, un pilota, tre ufficiali e un eventuale passeggero.
- Driver Training Vehicle / Fahrschule

Versione veicolo da addestramento.
- Infantry Fighting / Infanteriefahrzeug (2 varianti)

Versione veicolo da combattimento della fanteria, può trasportare fino a 8 soldati, oltre all'autista; diversi moduli consentono di impiegare una torretta con due configurazioni: a controllo manuale o remoto; la torretta è dotabile di un cannone automatico "MK30-2/ABM" da 30 × 173 mm e di una mitragliatrice coassiale "MG3" da 7,62 × 51 mm e/o una mitragliatrice "MG4" o "MAG".

### Versioni modificate
- JODAA – Joint operational demonstrator for advanced applications

### Varianti
- Boxer CRV

Variante proposta all'Australia per la competizione "Land 400", per un nuovo veicolo corazzato per sostituire l'ASLAV e l'M113AS4. Il programma "Land 400" prevede un Combat Reconnaissance Vehicle (CRV), un Infantry Fighting Vehicle (IFV), un Manoeuvre Support Vehicle (MSV) e un Integrated Training System (ITS). La variante CRV per l'Australia è equipaggiata con una torretta RWS LANCE, sulla quale può essere installato il cannone automatico "MK30-2/ABM" da 30 mm e una mitragliatrice "MG3" 7,62 mm.
- Boxer MIV

Variante proposta al Regno Unito per la competizione "Mechanised Infantry Vehicle", per un nuovo veicolo 8×8 di fanteria meccanizzata, da affiancare all'Ajax (Scout SV) (che era stato il vincitore del precedente programma FRES-UV).

## Utilizzatori
Germania – Heer
403 veicoli (consegne del secondo contratto tra il 2016 e il 2020)
- 72× Ambulanz sgSanKfz – Ambulance
- 125+131× GTFz – Armoured Personal Carrier
- 65× FüFz – Command Post
- 10× Fahrschule – Driver Training Vehicle

 Paesi Bassi – Koninklijke Landmacht
200 veicoli (consegne tra il 2013 e il 2018)
- 36× Boxer-commandopost – Command Post
- 52× Boxer-ambulance – Ambulance
- 92× Boxer-genie – Armoured Engineer Vehicle
- 12× Boxer-vracht – Cargo Vehicle
- 8× Boxer-rijles – Driver Training Vehicle

 Lituania – Lietuvos kariuomenės Sausumos pajėgos
91 veicoli (consegne tra il 2017 e il 2021)
- IFV Vilkas Squad
- IFV Vilkas Platoon
- IFV Vilkas CompCom
- IFV Vilkas CP
- Driver Training Vehicle

 Australia - Australian Army
211 veicoli in ordine, con consegne previste fino al 2026.